# Михаил Мокса
Михаил Мокса (рум. Mihail Moxa, Mihail Moxalie; ок. 1585 — ок. 1650) — валашский монах, хронист. 

## Биография
Инок монастыря Бистрица (Валахия).

### «Всемирная хроника»
По указанию епископа Рымникского Теофила составил «Всемирную хронику», известную также под названием «Румынский хронограф» (99 глав; завершена в 1620). Хроника написана в уставным письмом. В ней автор изложил всеобщую историю от Сотворения мира до 1489 года, в том числе историю различных народов в древности (ассирийцев, евреев, египтян, персов, римлян) и Средневековье (византийцев, болгар, сербов, турок). В «Хронике» сочетаются библейские и исторические сюжеты, в том числе посвящённые Троянской войне, Александру Македонскому и др. Описание периода до 1105 года основано большей частью на средне-болгарской версии византийской «Хроники Константина Манассии» (XII век), использован также «Летописец вкратце патриарха Никифора», «Хроника Зонары», «Новый сербский летописец», «Летописец Путны» и др. Период 1105—1489 годов был дополнен на основе различных источников, в том числе «Болгарской анонимной хроники» XV века. Особое внимание автор уделил описанию борьбы народов Юго-Восточной Европы против турок-османов. В 1845 году авторская рукопись была обнаружена и в 1852 году опубликована В. И. Григоровичем (в настоящее время хранится в РГБ).

### Другие сочинения и переводы
В 1640—1641 годах на валашском языке в переводе Михаила Мокса двумя тиражами (для Валахии и Трансильвании) был издан «Правильник из Говоры».
Рукопись, содержащая поучения святителя Василия Великого священникам и др. религиозные тексты (в настоящее время хранится в Британском музее).

## Новейшие издания
- Hronograful / Ed. N. Simache, T. Cristescu. Buzău, 1942; Cronica universală / Ed. G. Mihailă. — Bucarest, 1989.